# Grimpa-soques cellut
El grimpa-soques cellut. (Lepidocolaptes angustirostris) és una espècie d'ocell de la família dels furnàrids (Furnariidae).

## Hàbitat i distribució
Viu als boscos, sabanes i garrigues del nord, est i sud-est de Bolívia, el Paraguai, centre i est del Brasil i nord de l'Argentina.